# Vincenzo Magliocco
Vincenzo Magliocco (Palermo, 1º gennaio 1893 – Lechemti, 27 giugno 1936) è stato un generale e aviatore italiano, della Regia Aeronautica che combatté nella prima guerra mondiale e nella guerra d'Etiopia dove fu uno dei maggiori responsabili dei bombardamenti terroristici all'iprite. Osservatore e pilota al tempo stesso, conosceva a fondo tutti i problemi di impiego delle varie specialità. Laureato in giurisprudenza, fu insegnante presso la Scuola di Osservazione Aerea. Venne ucciso da guerriglieri della resistenza abissina nell'eccidio di Lechemti il 27 giugno 1936 insieme agli altri componenti di una missione di ricognizione aerea nell'ovest etiopico.

## Biografia
Nacque a Palermo il 1º gennaio 1893, dove compì studi superiori e si laureò in giurisprudenza.
Nel 1915 si arruolò nel Regio Esercito come ufficiale di complemento d'artiglieria, assegnato al 29º Reggimento artiglieria da campagna. Dopo l'entrata in guerra del Regno d'Italia, il 24 maggio di quell'anno, fu nominato sottotenente di complemento nel mese di luglio, ed inquadrato nel 2º Gruppo artiglieria da montagna “Torino-Aosta” dall'ottobre 1915 prese parte a numerosi combattimenti, distinguendosi sul Col di Lana, sul Monte Sief e sul Monte Zerbin. Nel marzo 1917, promosso tenente in servizio permanente effettivo per merito di guerra, chiese di essere ammesso alla Scuola Osservatori d'Aeroplano di Centocelle per un corso della durata di tre mesi.
Ritornato in zona di guerra nel maggio successivo con la qualifica di “Osservatore d'Aeroplano” si distinse, in forza alla 39ª Squadriglia (5º Gruppo volo), prendendo parte a numerose azioni, venendo decorato con due Medaglie d'argento e una di bronzo al valor militare.
Nel 1921 fu trasferito presso il 9º Raggruppamento aeroplani e nel giugno 1923, dopo l'istituzione della Regia Aeronautica, promosso capitano e assegnato al 1º Stormo caccia terrestre del Centro di Aviazione da ricognizione di stanza a Parma.
Nel novembre dello stesso anno entrava a far parte della neocostituita Regia Aeronautica e l'anno dopo, promosso al grado di maggiore a scelta eccezionale, gli veniva affidato il comando del 20º Stormo da ricognizione basato sull'aeroporto di Salerno-Pontecagnano.
Nel 1929 fu promosso tenente colonnello e nel 1932, con la promozione a colonnello, ricevette dall'ottobre 1934 il comando dell'aeroporto di Ferrara-San Luca e del 14º Stormo Bombardamento Terrestre.
Visto il graduale peggioramento dei rapporti con il governo etiope, nel corso del 1934 fu mandato in Africa orientale a capo di una missione tecnica che doveva curare la sistemazione delle basi aeree presenti in colonia.
In vista della guerra con l'Etiopia lo Stormo fu rafforzato con la costituzione di un terzo Gruppo di volo, e il 2 dicembre 1935 partì per l'Eritrea imbarcandosi a Napoli.
Assegnato all'Aeronautica dell'Africa Orientale Italiana, divenne uno dei più stretti collaboratori del generale Rodolfo Graziani.
Nel febbraio 1936, in piena campagna d'Etiopia, viene elevato al rango di generale di brigata aerea, e insignito del titolo di Cavaliere dell'Ordine Militare di Savoia.

### La morte
Il 26 giugno decollò dal campo d'aviazione di Addis Abeba al comando di due bombardieri Ca.133 e un ricognitore Ro.1, facendo rotta per Lekempti con il compito di contattare alcuni capi locali e di assicurarne la fedeltà alla Corona italiana. Il primo velivolo era pilotato personalmente da lui, mentre il secondo era al comando di Antonio Locatelli.
Una volta atterrati sul campo di Bonaia i tre equipaggi organizzarono un accampamento di fortuna intorno ai velivoli, ma la notte del 27 vennero assaliti da un gruppo di arbegnuoc, i guerriglieri etiopi, guidati da Keflè Nasibù e Belai Haileab. Tutti i membri della spedizione, tranne il tenente cappellano Mario Borello, il 1º aviere Alberto Agostini e i due interpreti indigeni, rimasero uccisi e i tre aerei incendiati. L'aviere Alberto Agostini fu ucciso successivamente in un nuovo scontro con gli etiopi.
I resti dei tre aerei furono avvistati da un velivolo italiano pilotato dal capitano Mario Bonzano il giorno successivo. Il relitto di uno dei due Ca.133 fu trasformato successivamente in un monumento ai caduti.
Magliocco lasciava a Palermo la moglie Maria Butticè ed il figlio Bruno.

## Ricordo
A Magliocco, Locatelli, e agli altri componenti della spedizione a Lechemti, tra cui l'ingegnere Adolfo Prasso, fu concessa la Medaglia d'oro al valor militare alla memoria. 
A lui è stato intitolato l'aeroporto di Comiso fino al 7 giugno 2014, data della reintitolazione a Pio La Torre.

### Periodici
- Ovidio Ferrante, Lekemti: la Kindu della Regia Aeronautica, in Rivista Militare, Roma, Stato Maggiore dell'Aeronautica Militare, febbraio-marzo 2006,  pp. 80-87.
- Nico Sgarlato, Le Aquile dell'Impero, in Ali di Gloria, n. 3, Parma, Delta Editrice, aprile-maggio 2012.